# Échangeur de l'autoroute A6a
L'échangeur de l'autoroute A6a est un échangeur autoroutier situé sur le boulevard périphérique de la ville de Paris en France. Il permet le raccordement avec l'A6a.

## Histoire
La section comprise entre la porte de la Plaine et la porte d'Italie est le premier tronçon du boulevard périphérique à être terminé et est inauguré le 12 avril 1960. Elle présente une largeur d'emprise de 60 mètres avec trois chaussées : deux chaussées à grande circulation de 10,50 m de largeur chacune, séparées par un terre-plein central de 2 m et qui sont franchies dans les grandes artères radiales à niveaux différents et une chaussée de 12 m séparée des précédentes par un terre-plein planté d'arbres et destinée à la desserte des immeubles situés en bordure de la capitale, ainsi qu'à la canalisation vers les grandes artères radiales du trafic provenant des voies de la proche banlieue.

## Descriptif
L'échangeur de l'autoroute A6a est un échangeur à deux niveaux permettant les échanges du boulevard périphérique avec l'autoroute du Soleil et la voirie locale. Initialement, tous les échanges de l'autoroute en entrée et en sortie avec les chaussées du périphérique, intérieure et extérieure, sont autorisés.
Le raccordement en entrée de l'autoroute sur le boulevard périphérique extérieur présente la particularité d'être une insertion par la gauche. Redondant avec l'A6b et relativement dangereux, il est fermé à la circulation à compter du 29 avril 2015 mais peut être remis en service en cas de fermeture de l'A6b. Cette fermeture permet la mise en place d'un dispositif de réservation d'une voie aux autobus et taxis aux heures de pointe, sur les trois derniers kilomètres de l'autoroute.